# ゴルラ・マッジョーレ
ゴルラ・マッジョーレ（伊: Gorla Maggiore）は、イタリア共和国ロンバルディア州ヴァレーゼ県にある、人口約4,900人の基礎自治体（コムーネ）。

## 地理

### 位置・広がり

#### 隣接コムーネ
隣接するコムーネは以下の通り。括弧内のCOはコモ県所属を示す。
- カルボナーテ (CO)
- ファニャーノ・オローナ
- ゴルラ・ミノーレ
- ロカーテ・ヴァレジーノ (CO)
- モッツァーテ (CO)
- ソルビアーテ・オローナ

### 地震分類
イタリアの地震リスク階級 (it) では、4 に分類される
。